# HD 102117 b
HD 102117b是一颗位于半人马座、距离地球约137光年的系外行星，其母星为HD 102117。该行星是一颗小型类木行星，其大小仅为木星的1/5。其轨道十分接近其母星，但还未如著名的飞马座51b一般进入“烈焰轨道”(torch orbit)。该行星是迄今为止发现的最小的系外行星之一。
2004年，英澳行星搜索计划项目宣布在HD 102117附近发现了这颗行星。不久之后高精度径向速度行星搜索器项目小组也宣布证实了这颗行星的存在。两支团队均是使用视向速度法探测到这颗行星的。